# Matthew Lam
Matthew Thomas Lam (chinesisch 林柱機 – „Matthew Lam“; * 10. September 1989 in Edmonton) ist ein kanadischer Fußballspieler.

## Karriere

### Verein
Geboren in Edmonton im kanadischen Bundesstaat Alberta, spielte er in seiner Jugend in den Niederlanden für Ajax Amsterdam und in England für Sheffield United. Seinen ersten Schritt in seiner Profikarriere beging er dann beim kroatischen NK Croatia Sesvete im Oktober 2009. Im nächsten Jahr kehrte er dann nach Kanada zurück und spielte dort dann für den FC Edmonton. Vor dem Beitritt des Teams zur North American Soccer League für die kommende Saison 2011 verließ er den Club im Januar 2011 in Richtung Japan, um dort für den JEF United Chiba zu spielen.
Am 27. Februar 2013 schloss er sich dann dem in der zweiten Liga Hong Kongs spielenden Klub Kitchee SC an, sein erster Vertrag dort wurde auf 18 Monate festgesetzt. Zum 10. Januar 2018 übernahm ihn der in der gleichen Liga spielende Lee Man FC auf Leihbasis bis zum Ende der restlichen Saison. Am 25. Mai 2019 wurde dann angekündigt, dass er den Kitchee SC nach 6 Jahren verlassen wird. Zum 19. Juni 2019 gab der Trainer von R&F bekannt, dass Lam ab sofort für den von ihm trainierten Klub spielen wird.

### Nationalmannschaft
In der kanadischen U-20 Nationalmannschaft wurde er im November 2008 einmal eingesetzt.

## Privat
Sein Vater ist Hongkongese und seine Mutter Kanadierin mit niederländischer Abstammung. Sein Bruder Sam Lam ist ebenfalls Fußballspieler.

## Erfolge
Kitchee FC
- 2014/2015 – Hong Kong Premier League – Meister
- 2013/2014 – Hong Kong First Division League – Meister
- 2015/2016 – Hong Kong First Division League – Vizemeister
- 2016/2017 – Hong Kong Senior Shield – Sieger
- 2014/2015 – Hong Kong Senior Shield – Finalist
- 2014/2015, 2016/2017 – Hong Kong FA Cup – Sieger
- 2013/2014 – Hong Kong FA Cup – Finalist
- 2014/2015, 2015/2016 – Hong Kong League Cup – Sieger
- 2017 – Hong Kong Community Cup – Sieger